# Живодная лодка

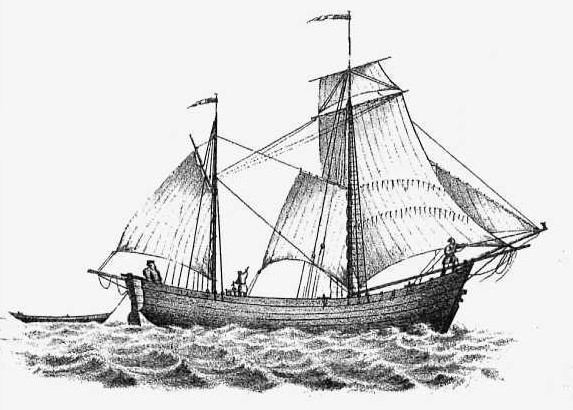
Живодная кусовая лодка

Живодная лодка — небольшое парусное судно широко использовавшееся в XVIII—XIX веках в Каспийском море и на реке Волге для рыболовного промысла. Вся середина такой лодки была занята большим чаном для живой рыбы, которая отлавливалась крючковой снастью «на кус» или «на живодь». Этот способ лова и предопределил название лодки.
Как правило, живодные лодки обладали хорошей мореходностью и могли развивать скорость до 10 узлов. Типичная живодная лодка имела длину до 12 м, ширину до 3 м, осадку до 1,8 м и грузоподъёмность до 38 тонн.